# Diplodus
Diplodus Rafinesque, 1810 è un genere di pesci ossei marini appartenente alla famiglia Sparidae, comunemente noti come saraghi.

## Descrizione
Benché le dimensioni dei saraghi che si possono in genere osservare vicino alle coste frequentate dall'uomo siano piuttosto contenute, alcuni esemplari possono superare i 40 cm e i 2 kg di peso.
Tutte le specie di saraghi presentano un corpo tondeggiante e compresso, con livrea di colore grigio-argenteo e una  macchia nera poco prima della coda, ovvero sul peduncolo caudale.
D. vulgaris si distingue facilmente dalle altre specie per la presenza di una vistosa banda nera nucale, che si estende  dal dorso alla inserzione delle pinne pettorali. Il muso appuntito è invece uno dei caratteri distintivi del D. puntazzo, assieme a 7-8 strie verticali scure sui fianchi. Anche il D. sargus presenta 8-9 striature verticali scure e può essere distinto per la presenza di una macchia scura alla base delle pinne pettorali. Il D. annularis, con sagoma leggermente più allungata e dimensioni massime inferiori rispetto ai precedenti, non presenta strie verticali pronunciate, ha una colorazione grigio-argentea con sfumature giallo-verdi e pinne ventrali gialle.

## Distribuzione e habitat
Questi pesci sono diffusi nel Mar Mediterraneo e nell'Oceano Atlantico orientale, dove vivono in fondali rocciosi o misti, dalle acque costiere fino ad una profondità di 100 metri. Benché i saraghi, e in particolare il D. sargus, ambita preda dei cacciatori subacquei, trovino principalmente rifugio in tane poste ad una certa profondità, quando le condizioni di tranquillità ambientale lo consentono, nella ricerca di cibo (la principale risorsa sono i ricci che vengono triturati con un idoneo apparato dentario) frequentano la fascia prossima alla battigia, avvicinandosi notevolmente alla superficie. Ne è una riprova la presenza predominante di resti di sarago accertata nell'alimentazione del falco pescatore (Pandion haliaetus), che cattura i pesci artigliandoli al volo.

## Tassonomia
Il genere comprende 15 specie e 8 sottospecie:
- Diplodus annularis (Linnaeus, 1758) Sparaglione, Sparlotto
- Diplodus argenteus (Cuvier & Valenciennes, 1830)
  - Diplodus argenteus argenteus (Valenciennes, 1830)
  - Diplodus argenteus caudimacula (Poey, 1860)
- Diplodus bellottii (Steindachner, 1882)
- Diplodus bermudensis Caldwell, 1965
- Diplodus capensis  (Smith, 1844)
- Diplodus cervinus (Lowe, 1838)  Sarago reale, Sarago faraone
- Diplodus fasciatus (Cuvier & Valenciennes, 1830)
- Diplodus holbrookii (Bean, 1878)
- Diplodus hottentotus (Smith, 1844)
- Diplodus noct (Cuvier & Valenciennes, 1830)
- Diplodus omanensis Bauchot & Bianchi, 1984
- Diplodus prayensis (Cadenat, 1964)
- Diplodus puntazzo (Cetti, 1777) Sarago pizzuto
- Diplodus sargus (Linnaeus, 1758)
  - Diplodus sargus ascensionis (Valenciennes, 1830)
  - Diplodus sargus cadenati de la Paz, Bauchot & Daget, 1974
  - Diplodus sargus helenae (Sauvage, 1879)
  - Diplodus sargus kotschyi (Steindachner, 1876)
  - Diplodus sargus lineatus (Valenciennes, 1830)
  - Diplodus sargus sargus (Linnaeus, 1758) Sarago maggiore, Sarago reale
- Diplodus vulgaris (Geoffroy Saint-Hilaire, 1817) Sarago fasciato, Sarago testanera

Specie affini sono la tanuta (Spondyliosoma cantharus), detta anche sarago bastardo, e l'occhiata (Oblada melanurus).

## Pesca
È preda ambita dei pescatori in quanto la carne è deliziosa. Si pesca da terra e in barca con canna e mulinello, ma è anche preda, non sempre facile, dei pescatori in apnea. 

Il sarago più grande mai registrato pesava 6,2 kg e fu catturato in Spagna. L'esemplare apparteneva alla specie Diplodus puntazzo e fu avvistato alla profondità di 8 metri.